# ベルリン国立歌劇場
ベルリン国立歌劇場（ベルリンこくりつかげきじょう、独: Staatsoper Unter den Linden）は、ドイツの著名な歌劇場（オペラハウス）である。本拠地はベルリン市のウンター・デン・リンデン通りに面したところにある。オペラ公演のほか、付属するオーケストラがシュターツカペレ・ベルリン（ベルリン国立歌劇場管弦楽団）の名称で活動することでも知られる。別名リンデン・オーパー（リンデン・オペラ）。第二次世界大戦後のドイツ東西分裂時代は、西ベルリンにベルリン・ドイツ・オペラが属したのに対し、ベルリン国立歌劇場は東ドイツの統治する東ベルリン側に属した。ドイツ統一後は州と同格の独立市であるベルリンに所属するため、厳密にはベルリン市立歌劇場または州立歌劇場と訳するのが正しいが、独立性の高い地方政府が運営することもあって他の州立歌劇場と同様、「国立歌劇場」と呼ばれることが多い。

## 初期の歴史

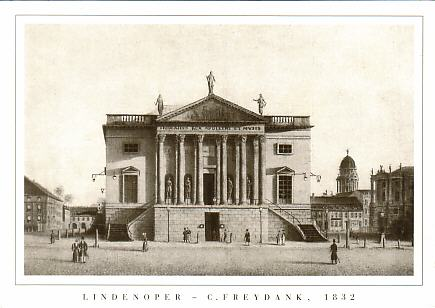
ベルリン宮廷歌劇場（1832年）

最初の建物はプロイセン王フリードリヒ2世の命により1741年7月に起工された。これは「フリードリヒ広場」を構成する最初の建築物でもあった。建物は未完成ながら、1742年12月7日にカール・ハインリヒ・グラウンの『クレオパトラとシーザー』の上演で開場した。この上演が、国立歌劇場および16世紀に遡る起源をもつ管弦楽団の250年にわたる成功した協力の始まりであった。
1842年、ゴットフリート・ヴィルヘルム・タウベルトはオーケストラの定期公演の制度を作った。同年、マイアベーアがスポンティーニの後任として総支配人に就任した。また、メンデルスゾーンもシンフォニーコンサートの指揮者を1年間務めた。
1843年8月18日、ウンター・デン・リンデンの劇場は火災で焼失する。翌1844年、建築家カール・フリードリヒ・ラングハンスによる新劇場が竣工し、マイアベーアの『シュレジアでの野営』の上演で開演した。
1849年にはニコライの『ウィンザーの陽気な女房たち』を作曲家自身の指揮で初演している。

## 20世紀

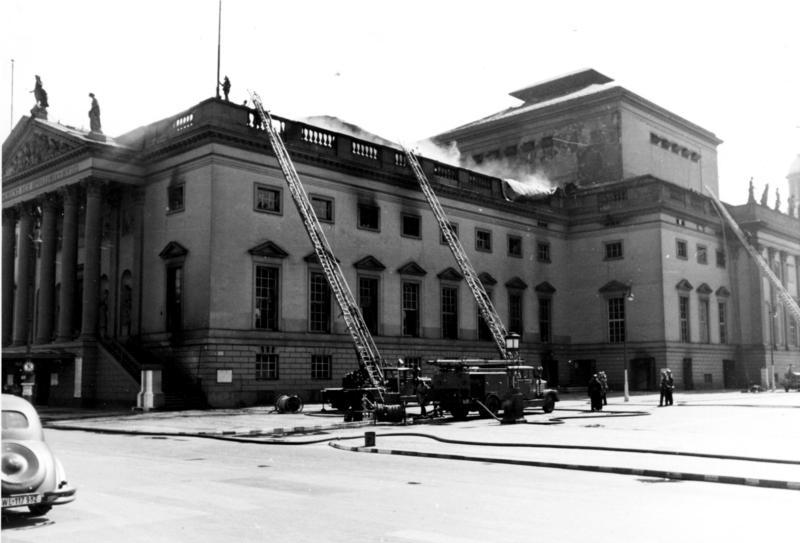
ベルリン国立歌劇場（1941年）

19世紀末から20世紀初頭にかけて、ベルリン国立歌劇場にはヴァインガルトナー、ムック、R.シュトラウス、ブレッヒなどの傑出した指揮者が登場した。
1918年のドイツ帝国の崩壊後、歌劇場は「ウンター・デン・リンデン国立歌劇場」（リンデン・オパー）、宮廷管弦楽団は国立歌劇場管弦楽団に改称された。
1920年代にはフルトヴェングラー、E.クライバー、クレンペラー、ツェムリンスキー、ワルターらが指揮台に登った。1925年にはベルクの『ヴォツェック』の初演が、E.クライバーの指揮で作曲家を前にして行われた。また、このころドイツは第一次大戦の賠償問題からマルクが急激に下落しハイパーインフレとなり、歌劇場の正面に用意されているドイツ皇帝の席の料金が高くなりすぎて空席が続いたため、外貨を持つ日本人客などにあてがわれた。
1928年4月には近代化改修を経て『魔笛』の新演出で公演を再開した。同年有名なロシアのバス歌手シャリアピン、ディアギレフのロシア・バレエ団と指揮者のアンセルメが客演に加わった。1930年、E.クライバーが指揮してミヨーの『コロンブス』を初演した。しかし1934年、ベルクの『ルル』組曲がクライバー指揮で演奏されると、ナチ党がスキャンダルを扇動し、クライバーは亡命を余儀なくされる。
ヒトラー率いるナチ党の政権掌握後、ユダヤ系の団員は解雇された。クレンペラー、ブッシュなど、歌劇場に関わる多くのドイツ人音楽家が亡命した。第三帝国支配下ではロベルト・ヘーガー、ヨハネス・シューラーおよびカラヤンが楽長を務めた。1944年、カラヤンの指揮で最初のステレオ録音が実施された。
第二次世界大戦中、歌劇場の建物は2回の爆撃を受けて完全に破壊された。最初（1941年）の爆撃後は速やかに修復されたが、2回目の破壊（1945年）からの再建は長期を要した。再開にあたって、2回ともリヒャルト・ワーグナーの『ニュルンベルクのマイスタージンガー』が上演された。また、1945年にはベルリン・ドイツ国立歌劇場と改称された。

## 戦後の復興

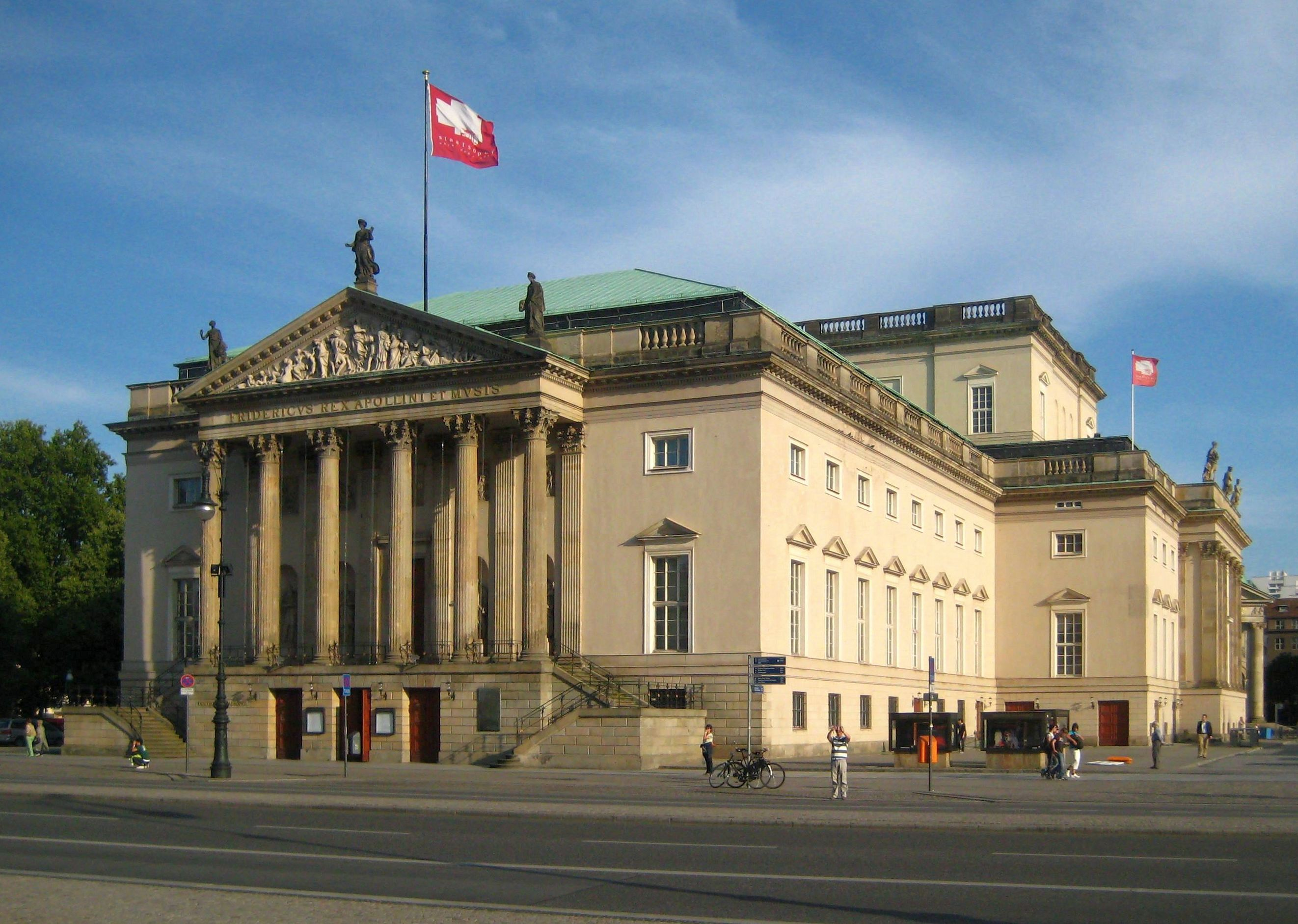
ベルリン国立歌劇場（2009年）

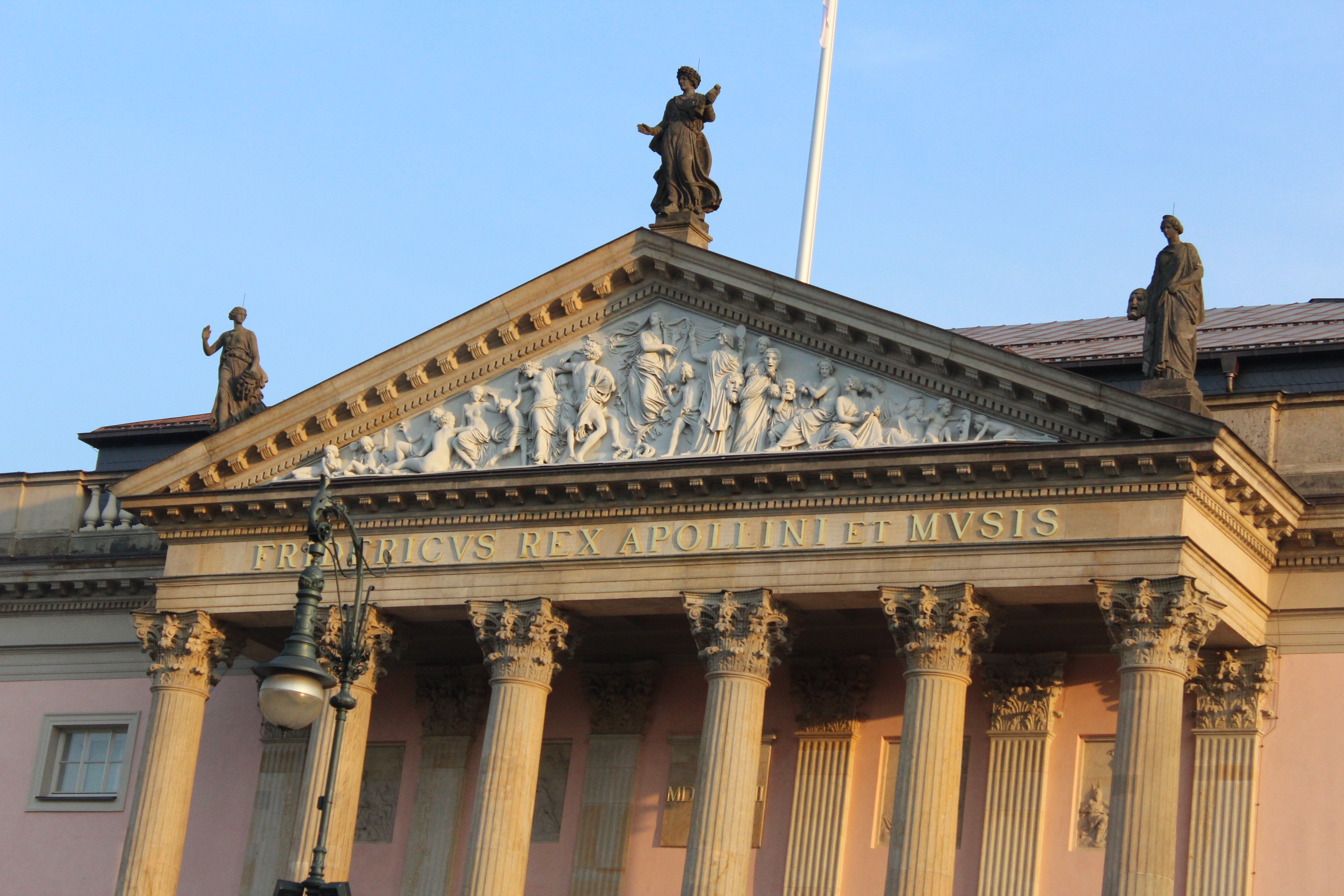

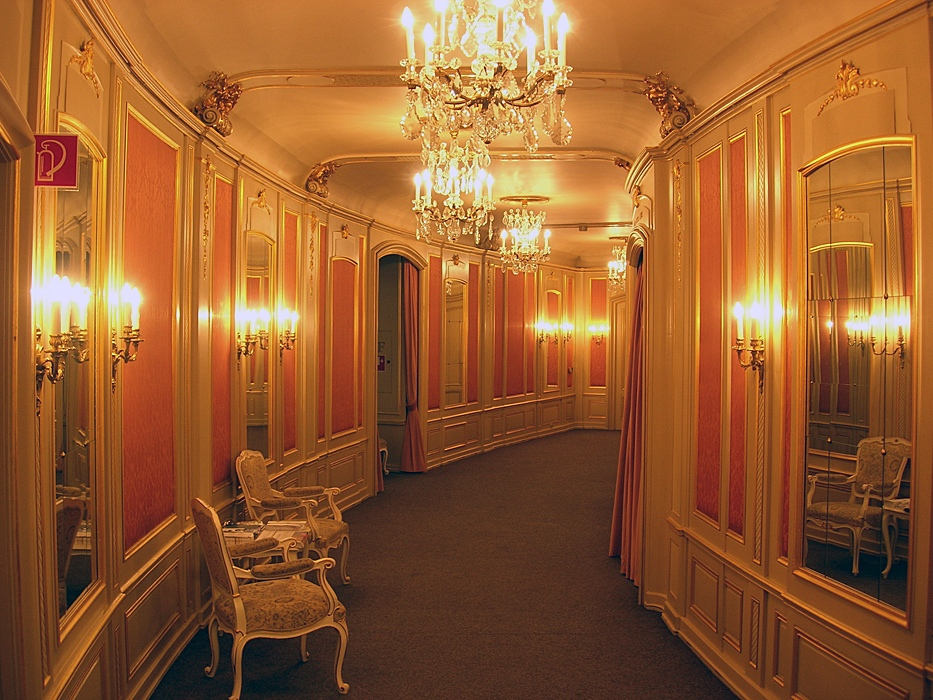

1955年に再建され、ヴェーバーの『オイリアンテ』の上演で幕を開けた。1961年、ベルリンの壁が築かれると、東ベルリンに属するこの歌劇場は西側世界からは隔絶された。古典派からロマン派に加え近代・現代のバレエとオペラを含む広範囲なレパートリーを維持し、西側への海外公演なども行われた。この時期にはカイルベルト、コンヴィチュニー、レーグナー、スウィトナー等が音楽監督を務めている。
東西ドイツの再統一後は再興が進められた。過去上演されていた重要な作品が再発見されてベルリン・ドラマトゥルギーの枠組みで改めて議論された。特に『クレオパトラとチェーザレ』『クロイソス』『グリセルダ』などバロックオペラが注目の的となった。これらの作品はフランデレン出身の指揮者ルネ・ヤーコプスとベルリン古楽アカデミーおよびフライブルク・バロック管弦楽団によりオリジナル楽器で演奏された。
1992年、アルゼンチン生まれのイスラエル人指揮者・ピアニストのバレンボイムが音楽監督に指名された。2002年のベルリン音楽祭ではバレンボイムが指揮し、演出家ハリー・クプファーとの協力で制作されたヴァーグナー作品の連続公演が10回にわたり開催された。
2010年からは、老朽化した建物を修復する為に大改修工事が行われ、その間はビスマルク通りにあるシラー劇場を使って公演が続けられた。工事は当初3年間の予定であったが、大幅に遅れて2017年に完成し、同年9月記念公演からウンター・デン・リンデンでの公演が再開された。

## 音楽総監督
- 1740-1759 カール・ハインリヒ・グラウン
- 1775-1794 ヨハン・フリードリヒ・ライヒャルト
- 1816-1820 ベルンハルト・アンセルム・ヴェーバー
- 1820-1841 ガスパーレ・スポンティーニ
- 1842-1846 ジャコモ・マイアベーア
- 1846-1848 カール・エッケルト
- 1848-1849 オットー・ニコライ
- 1871-1887 ロベルト・ラデッケ
- 1888-1899 ヨーゼフ・ズーヒャー
- 1892-1912 カール・ムック
- 1899-1913 リヒャルト・シュトラウス
- 1913-1920 レオ・ブレッヒ
- 1923-1934 エーリヒ・クライバー
- 1935-1936 クレメンス・クラウス
- 1939-1945 ヘルベルト・フォン・カラヤン シラー劇場（2012年）
- 1948-1951 ヨーゼフ・カイルベルト
- 1954-1955 エーリヒ・クライバー

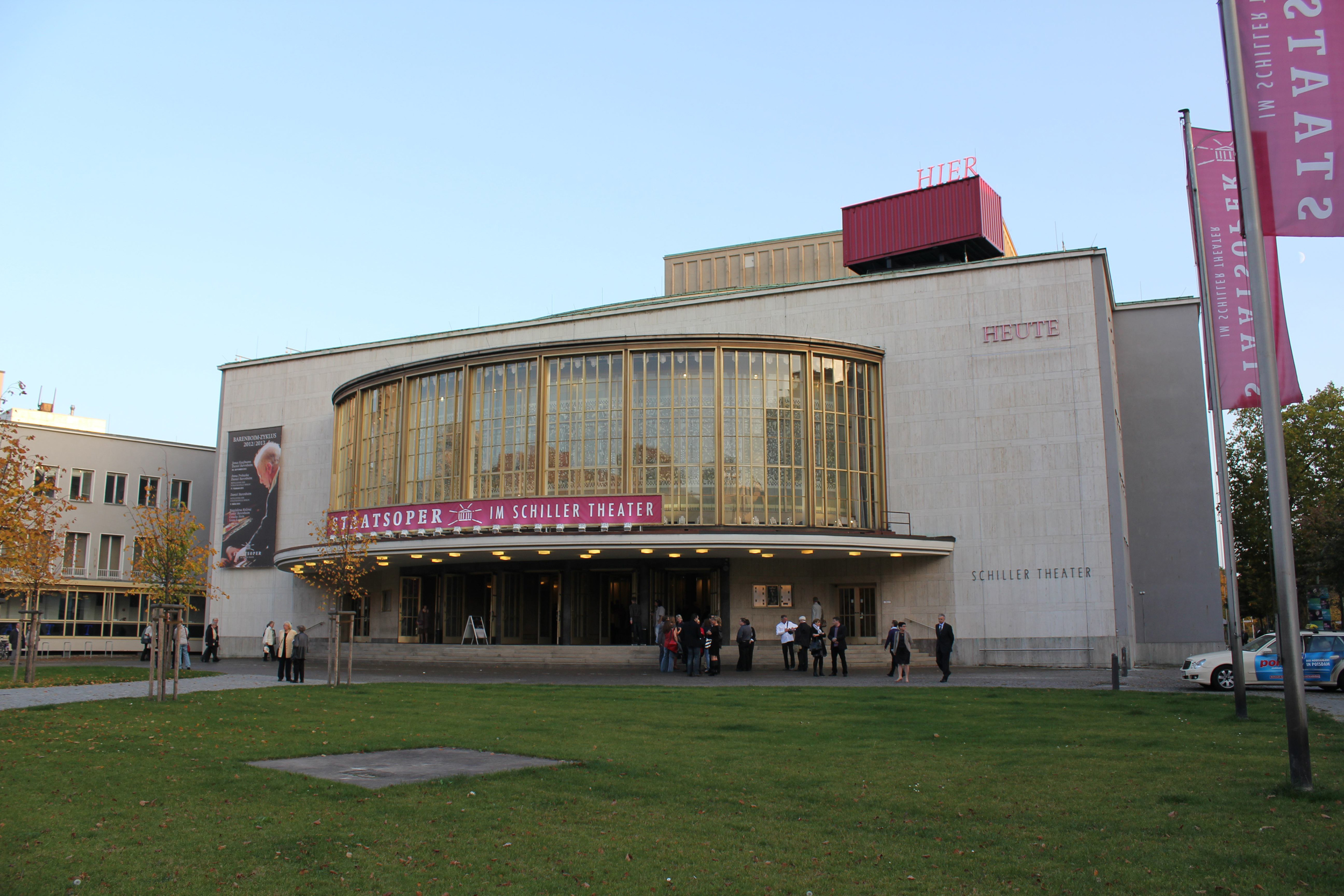
シラー劇場（2012年）

- 1955-1962 フランツ・コンヴィチュニー
- 1964-1990 オトマール・スウィトナー
- 1992-2023 ダニエル・バレンボイム
- 2024- クリスティアン・ティーレマン